# Thionyl chloride
Thionyl chloride là một hợp chất vô cơ với công thức hóa học SOCl2. Đây là một chất lỏng không màu có độ bay hơi vừa phải với mùi hôi khó chịu. Thionyl chloride chủ yếu được sử dụng như một chất khử chloride, với xấp xỉ 45,000 tấn (49,604 tấn Mỹ) mỗi năm, được sản xuất trong đầu những năm 1990. Thionyl chloride có độc và sẽ phản ứng dữ dội với nước để tạo ra các loại khí độc, nó cũng được liệt kê như một hợp chất Bảng 3 vì nó có thể được sử dụng để sản xuất vũ khí hóa học.
Thionyl chloride đôi khi bị nhầm lẫn với sulfuryl chloride, SO2Cl2, nhưng tính chất của các hợp chất này khác nhau đáng kể. Sulfuryl chloride là một nguồn để sản xuất clo trong khi thionyl chloride lại là một nguồn để sản xuất các ion chloride.

## Sản xuất
Sản xuất công nghiệp thionyl chloride chủ yếu liên quan đến phản ứng của lưu huỳnh trioxit và lưu huỳnh dichloride:
SO3 + SCl2 → SOCl2 + SO2
Các phương pháp khác bao gồm tổng hợp từ phosphor pentachloride, clo và lưu huỳnh dichloride, hoặc phosgene:
SO2 + PCl5 → SOCl2 + POCl3
SO2 + Cl2 + SCl2 → 2 SOCl2
SO3 + Cl2 + 2 SCl2 → 3 SOCl2
SO2 + COCl2 → SOCl2 + CO2
Phản ứng đầu tiên của bốn phản ứng trên cũng tạo thành phosphor oxychloride (phosphoryl chloride), có tính chất hóa học giống như thionyl chloride trong nhiều phản ứng của nó.

## Ứng dụng trong pin

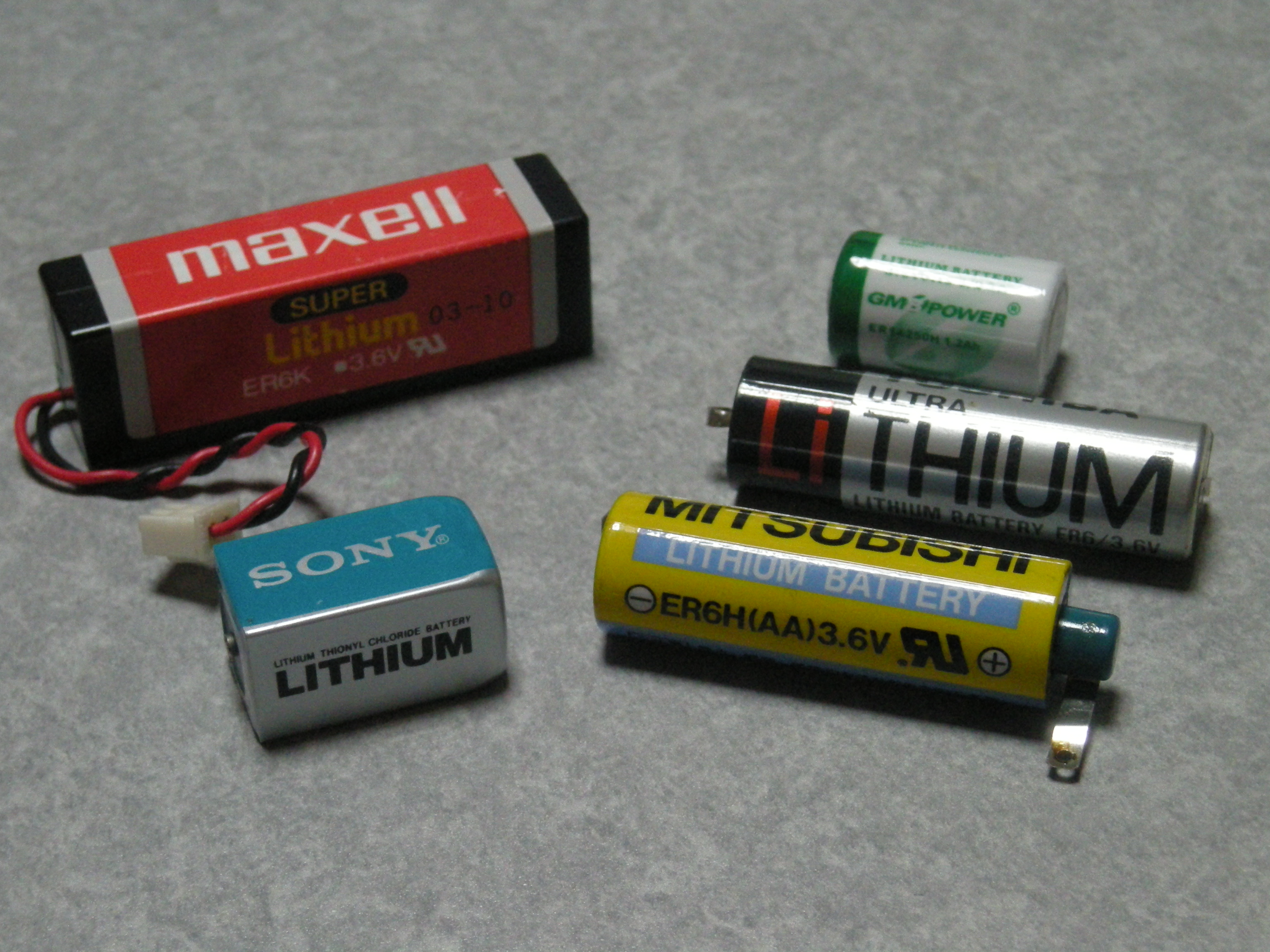
Một loạt các pin lithi-thionyl chloride khác nhau

Thionyl chloride là một thành phần của pin lithi-thionyl chloride, tại đó nó hoạt động như điện cực dương (cathode) với lithi làm cực âm (anode);  chất điện li thường là lithi tetrachloroaluminat. Phản ứng xả tổng thể như sau:
4 Li + 2 SOCl2 → 4 LiCl + S + SO2
Loại pin không thể sạc lại này có nhiều ưu điểm so với các dạng pin lithi khác như mật độ năng lượng cao, phạm vi nhiệt độ hoạt động rộng, thời gian lưu trữ và tuổi thọ hoạt động lâu dài. Tuy nhiên, mối quan tâm về chi phí và an toàn cao đã hạn chế việc sử dụng chúng. Các chất chứa trong pin này rất độc và cần các quy trình xử lý đặc biệt, ngoài ra chúng có thể nổ nếu bị quá tải.

## An toàn
SOCl2 là một hợp chất phản ứng có thể phát ra các khí độc hại một cách mạnh mẽ và dễ nổ khi tiếp xúc với nước và các chất phản ứng khác. Thionyl chloride được kiểm soát theo Công ước Vũ khí Hóa học, nơi nó được liệt kê trong Bảng 3. Thionyl chloride được sử dụng trong phương pháp "di-di" để sản xuất các tác nhân thần kinh G-series.